# Jakov IV., kralj Mallorce
Jakov IV. Mallorcanski (Jaume IV; oko 1336. — 20. siječnja 1375.) bio je naslovni kralj Mallorce i knez Ahaje. Također, Jakov je bio napuljski „kralj suprug”.

## Roditelji
Rođen oko 1336. godine, Jakov IV. bijaše sin kralja Jakova III. i Konstance Aragonske. Kraljevina Mallorca nastala je 1276., nakon smrti kralja Jakova I. Osvajača, aragonskog vladara. Jakov III. oženio se sestrom Petra IV. Aragonskog; dakle, Petar je bio ujak Jakova IV.

## Brak
Supruga kralja Jakova IV. bila je kraljica Ivana I. Napuljska – par se vjenčao 26. rujna 1363. u Castelu Nuovou. Ivanina su djeca već pomrla; Ivan prijašnji suprug bio je Ludovik, koji je iskorištavao Ivanu, ali ona to nije dopustila Jakovu. Jakov IV. postao je kralj suprug, bez ikakve moći u vladi Napuljskog Kraljevstva. U siječnju 1365., otkriveno je da je Ivana trudna s Jakovom, ali došlo je do spontanog pobačaja.

## U Kastilji
Jakov je htio vladati Mallorcom, kraljevinom na koju je imao pravo. Svoj je život Jakov završio u Kastilji, 20. siječnja 1375., umrijevši u Soriji, premda nije jasno je li umro od bolesti ili je otrovan. Udovica Ivana Napuljska preuzela je kontrolu nad Ahajom, kneževinom kojom je Jakov htio vladati. 